# Vărșag, Harghita
Vărșag (în maghiară: Székelyvarság) este o comună în județul Harghita, Transilvania, România, formată numai din satul de reședință cu același nume.

## Demografie
Componența etnică a comunei Vărșag
     Maghiari (96,91%)
     Alte etnii (0,48%)
     Necunoscută (2,6%)
Componența confesională a comunei Vărșag
     Romano-catolici (94,61%)
     Reformați (1,15%)
     Alte religii (1,63%)
     Necunoscută (2,6%)
Conform recensământului efectuat în 2021, populația comunei Vărșag se ridică la 1.652 de locuitori, în creștere față de recensământul anterior din 2011, când fuseseră înregistrați 1.580 de locuitori. Majoritatea locuitorilor sunt maghiari (96,91%), iar pentru 2,6% nu se cunoaște apartenența etnică. Din punct de vedere confesional, majoritatea locuitorilor sunt romano-catolici (94,61%), cu o minoritate de reformați (1,15%), iar pentru 2,6% nu se cunoaște apartenența confesională.

## Politică și administrație
Comuna Vărșag este administrată de un primar și un consiliu local compus din 11 consilieri. Primarul, Lajos Pál[*], de la Uniunea Democrată Maghiară din România, este în funcție din 1 noiembrie 2024. Începând cu alegerile locale din 2024, consiliul local are următoarea componență pe partide politice:
|  | Partid                                 | Consilieri | Componența Consiliului | Componența Consiliului | Componența Consiliului | Componența Consiliului | Componența Consiliului | Componența Consiliului | Componența Consiliului | Componența Consiliului | Componența Consiliului |
|  | -------------------------------------- | ---------- | ---------------------- | ---------------------- | ---------------------- | ---------------------- | ---------------------- | ---------------------- | ---------------------- | ---------------------- | ---------------------- |
|  | Uniunea Democrată Maghiară din România | 9          |                        |                        |                        |                        |                        |                        |                        |                        |                        |
|  | Borbély Zsuzsánna                      | 1          |                        |                        |                        |                        |                        |                        |                        |                        |                        |
|  | Tifán Csaba                            | 1          |                        |                        |                        |                        |                        |                        |                        |                        |                        |